# Matthew Robinson (calciatore)
Matthew Richard Robinson (Exeter, 23 dicembre 1974) è un ex calciatore inglese, di ruolo difensore.

## Caratteristiche tecniche
Era un difensore centrale.

## Carriera
Esordisce tra i professionisti all'età di 19 anni nel 1993 con il Southampton, club della prima divisione inglese, con cui rimane fino al febbraio del 1998 senza però mai trovare una vera e propria continuità di impiego: nell'arco di quattro stagioni e mezzo con i Saints gioca infatti solamente 14 partite di campionato (tutte in massima serie). Passa quindi al Portsmouth, club di seconda divisione, dove rimane fino al febbraio del 2000 giocando in totale 69 partite in questa categoria, nella quale segna anche la sua prima rete in carriera in campionati professionistici.
Nel gennaio del 2000 si trasferisce al Reading, in terza divisione: gioca con i Royals per due stagioni e mezzo, fino al termine della stagione 2001-2002, per complessive 65 presenze in partite di campionato. Si trasferisce quindi all'Oxford Utd, con cui trascorre quattro stagioni consecutive giocando da titolare in terza divisione, per un bilancio totale di 171 presenze e 4 reti. Trascorre poi una stagione in Conference Premier (quinta divisione e più alto livello calcistico inglese al di fuori della Football League) con il Forest Green, per poi giocare per un ulteriore biennio in questa categoria con il Salisbury City ed infine chiudere la carriera nel 2012 nelle serie minori inglesi con vari club semiprofessionistici.
In carriera ha totalizzato complessivamente 319 presenze e 5 reti nei campionati della Football League.

## Palmarès

### Club

#### Competizioni regionali
- Hampshire Senior Cup: 1

Totton: 2009-2010